# Gartachgau
El Gartachgau fou un territori medieval a Alemanya sota administració comtal; la seva àrea estava al llarg i al nord del riu Gartach modernament el Lein, afluent del Neckar. El centre era la vall de la Gartach amb els llocs de Kleingartach, Niederhofen, Stetten am Heuchelberg, Schwaigern, Schluchtern, Großgartach, Frankenbach i Neckargartach així com alguns llocs més al nord com Massenbach, Kirchhausen, Biberach, Obereisesheim i Untereisesheim, i a més també, al sud, Böckingen. El Gartachgau estava delimitat al nord per l'Elsenzgau i el Wingarteibagau, a l'est el Neckargau, al sud el Zabergau i a l'oest pel Kraichgau.
S'esmenta per primer cop el 765. L'any 777 el Eisesheim inferior va quedar inclòs a l'Elsenzgau. En un document de 803 el país de Nordheim es considerava part del Gartachgau, i el 826 també Zimmern (Frauenzimmern o Dürrenzimmern).
El petit Gartachgau petit abastava probablement només una cort individual, el lloc judicial de la qual estava probablement al nord-oest. És desconegut si el Gartachgau figurava dins una província més gran de l'entorn o si era governat per propis comtes. Els noms d'eventuals comtes no són coneguts. Els béns principals dins del Gartachgau els posseïen sobretot els comtes de Lauffen (a Großgartach i Eisesheim), els comtes de Calw (a Böckingen) així com els comtes de Vaihingen (a Stetten). Les mencions de Gartachgau desapareixen al segle xi amb els canvis polítics de l'alta edat mitjana i la modificació que alterava les formes de dominació i de propietat regionals i va acabar amb els "gaus" o comtats comarcals.